# إيفيكا باربريتش
إيفيكا باربريتش (Ivica Barbarić) (23 فبراير 1962 في كرواتيا – )؛ هو لاعب كرة قدم سابق كان يلعب كلاعب وسط. يلعب مع منتخب يوغوسلافيا لكرة القدم منذ عام 1988.

## وصلات خارجية
- إيفيكا باربريتش على موقع الاتحاد الدولي (مؤرشف)  (الإنجليزية)
- إيفيكا باربريتش على موقع قاعدة بيانات كرة القدم.إي يو (الإنجليزية)
- إيفيكا باربريتش على موقع ناشيونال فوتبول تيمز (الإنجليزية)
- إيفيكا باربريتش على موقع Soccerway.com (الإنجليزية)
- إيفيكا باربريتش على موقع عالم كرة القدم.نت (الإنجليزية)
- إيفيكا باربريتش على موقع أوليمبيديا (الإنجليزية)
- J.League Data Site (باليابانية)